# Henri Félix de Pélissier
Pour les articles homonymes, voir Pélissier.
Henri Félix de Pélissier (1763 - 1844) est un officier militaire et homme politique français.
Il sert le royaume de France sous l'Ancien Régime, puis l'armée des Émigres sous la Révolution. Il reprend du service sous la Restauration et devient commandant militaire de plusieurs départements, en parallèle d'un mandat de député. 

## Biographie

### Début de carrière
Né le 8 novembre 1763 à Castres (Tarn), Henri Félix de Pélissier est le fils de Maurice de Pélissier, mousquetaire gris, et de Marguerite de Barbara de Boissézon.
À l'âge de seulement quinze ans, il entre comme cadet au régiment d'infanterie du Maine, le 8 novembre 1778. Le 1er octobre 1779, il est versé en tant que lieutenant au régiment de Condé-dragons.

### Les guerres de la révolution
Monarchiste convaincu, il émigre à la Révolution, et sert dans l'armée des princes. Il intègre la Légion de Mirabeau en tant que capitaine, puis est promu major le 10 décembre 1791. Il monte rapidement les échelons, passant lieutenant-colonel le 28 avril 1792 puis colonel le 8 septembre 1793. Le 26 novembre, il est fait Chevalier de Saint-Louis, puis est blessé à la bataille de Wissembourg, le 13 octobre 1793, alors qu'il monte à l'assaut des lignes de la Lauter. En 1794, il est nommé commandant en second de la légion de Mirabeau, et est de nouveau blessé le 13 août 1796 à la bataille d'Ober-Kammlach. En 1798, il commande une compagnie.

### De l'Empire à la Restauration
Après le démembrement de l'armée de Condé, il rentre en France en 1801. Sous le Premier Empire, il reste sans emploi, et ce jusqu'à la première Restauration, en 1814. Ainsi, lors du retour de Louis XVIII, il est fait commandant provisoire de Toulouse par le duc Louis de France. Le 23 août 1814, il est promu au grade de maréchal de camp, et reçoit le titre de commandeur de Saint-Louis. Lorsque Napoléon revient en France le 27 décembre, il est alors commandant de Nîmes. Il tente de lever ses troupes contre l'empereur, mais échoue et est arrêté. Libéré, il est autorisé à se retirer en son château de Jonquières pour la période des Cent-Jours.
Lors de la Seconde Restauration, il se prononce candidat aux élections législatives de 1815. Le 22 août 1815, il est ainsi élu député du Tarn, par 135 voix sur 175. Il se place alors dans la majorité ultra royaliste de la Chambre introuvable. Il ne se représente pas en 1816, lorsque son mandat se termine le 5 septembre. 
Après cette courte carrière politique, il retourne à l'armée, et est successivement commandant militaire du Tarn le 15 août 1816, de la Vendée, le 21 avril 1820 et de l'Aube, le 6 juin 1821. Il est aussi fait chevalier de la Légion d'honneur le 18 mars 1820, puis officier le 23 mai 1825. 
Admis à la retraite le 5 mars 1832, il décède finalement le 23 janvier 1844 en son château de Jonquières (Lavaur, Tarn).

## Famille
Henri Félix de Pélissier épouse Marie de Peyrot de Vailhandy, fille du seigneur de Vailhauzy, le 3 avril 1804 à Millau. Il n'a qu'une unique fille, Marie Anne de Pélissier (1807 - 1865) qui épouse le comte Louis de Combettes du Luc (1811-1856), d'où postérité.

## Sources